# Мочеприёмник

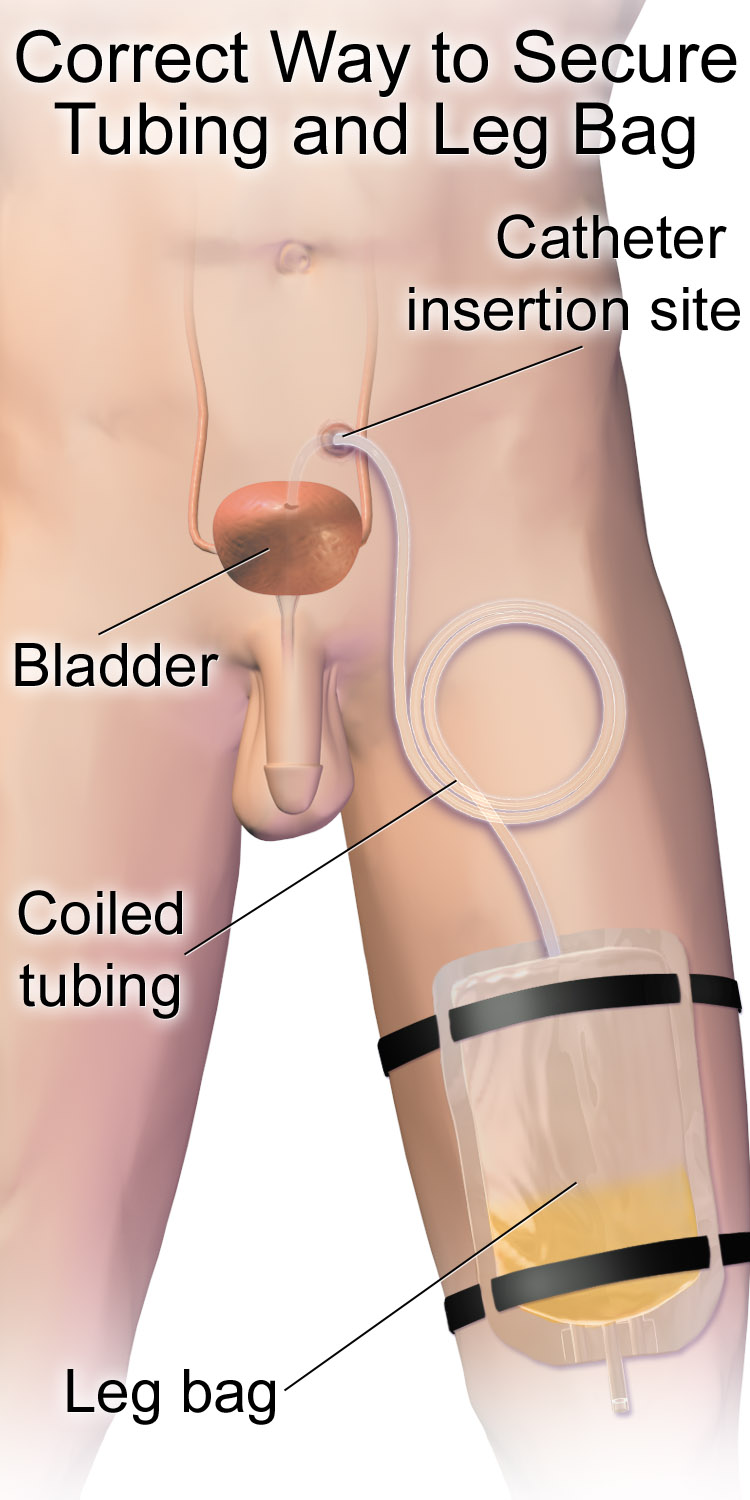
Набедренный полимерный мочеприёмник для сбора мочи из цистостомы

Мочеприёмник — резервуар для взятия мочи на анализ или постоянного приёма мочи у людей, у которых, по разным причинам, временно или постоянно, невозможен нормальный акт мочеиспускания, и лежачих больных.
Разновидностью мочеприёмника является так называемая «утка» (называется так из-за схожести формы резервуара с туловищем и шеей птицы утки), представляющая собой пластиковую или стеклянную ёмкость или полиэтиленовый пакет с выступающим с узкого конца горлышком. В варианте для мужчин горлышко круглого сечения, в него вставляется пенис, а в варианте для женщин горлышко особой анатомической формы приставляется к промежности. Для приёма мочи у женщин может использоваться судно медицинское. Применение утки, в отличие от судна, не вынуждает приподнимать таз перед использованием, что существенно в случае травм или операций на тазобедренной области.

## Виды
Прикроватные мочеприёмники — данный тип мочеприемников предназначен для использования в стационарных условиях, когда больной находится в постоянном лежачем состоянии. Такой мочеприёмник прикрепляется к кровати пациента и периодически заменяется медицинским персоналом.
Носимые ножные мочеприёмники — предназначены для пациентов, которые ходят и ведут активный образ жизни. Требования к ножным мочеприёмникам очевидны и просты — главное чтобы пациенту было комфортно перемещаться, и он чувствовал себя свободно. Обычно комплектуются двумя лентами для крепления к ноге. Эти мочеприёмники не ограничивают социальные функции пациента.
Детские мочеприёмники — малые мочеприёмники (стандартный объем — 100 мл) предназначенные для сбора мочи для последующего анализа. Существуют мочеприёмники для мальчиков, девочек и универсальные, которые подходят для детей обоих полов.
Гелевые мочеприёмники — являются средством личной гигиены, предназначенным для использования в местах, необорудованных стационарными туалетами. Объём поглощаемой жидкости до 750 мл. Принцип действия:
- Моча, попадая в мочеприёмник, в очень короткий промежуток времени превращается в гель.
- Гель прочно удерживается внутри, не испаряя запаха и 1–2 суток хранится, не создавая неудобств присутствующим.

Кроме мочеприёмников прикрепляемых к ноге при помощи ремешков, ещё могут быть использованы дренируемые уроприёмники с уростомным мешком.

## Другое
Также в просторечии мочеприёмником часто называют писсуар, так как он предназначен только для мочеиспускания.